# Mühltal
Mühltal är en tysk kommun, söder om Darmstadt i Hessen. Befolkningen uppgår till cirka 14 000 invånare, på en yta av 25 kvadratkilometer. Det största samhället i kommunen är Nieder-Ramstadt. Utöver denna består Mühltal av Frankenhausen, Nieder-Beerbach, Traisa, Trautheim och Waschenbach.

## Vänorter
- Vingåker, Sverige (sedan 1980)
- Nemours, Frankrike (sedan 1981)